# شبكة أمتعة

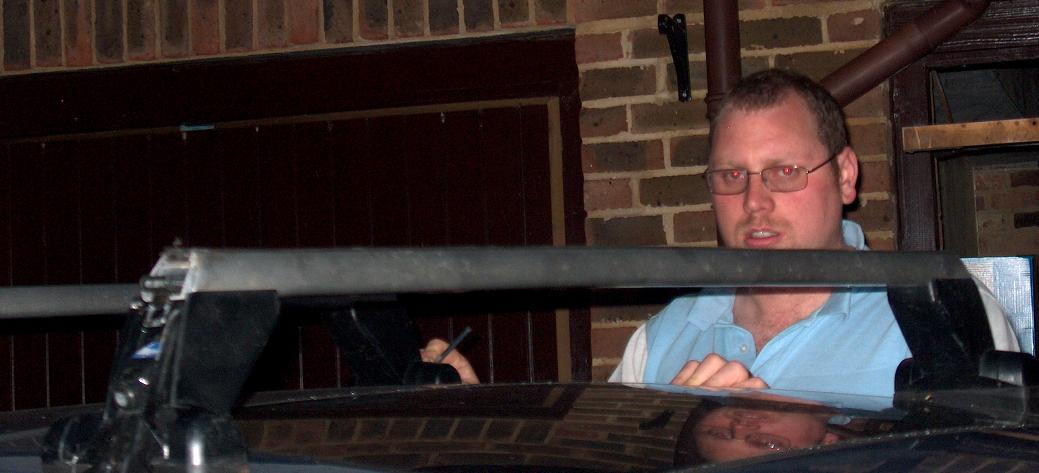
تثبيت شبكة أمتعة على سيارة

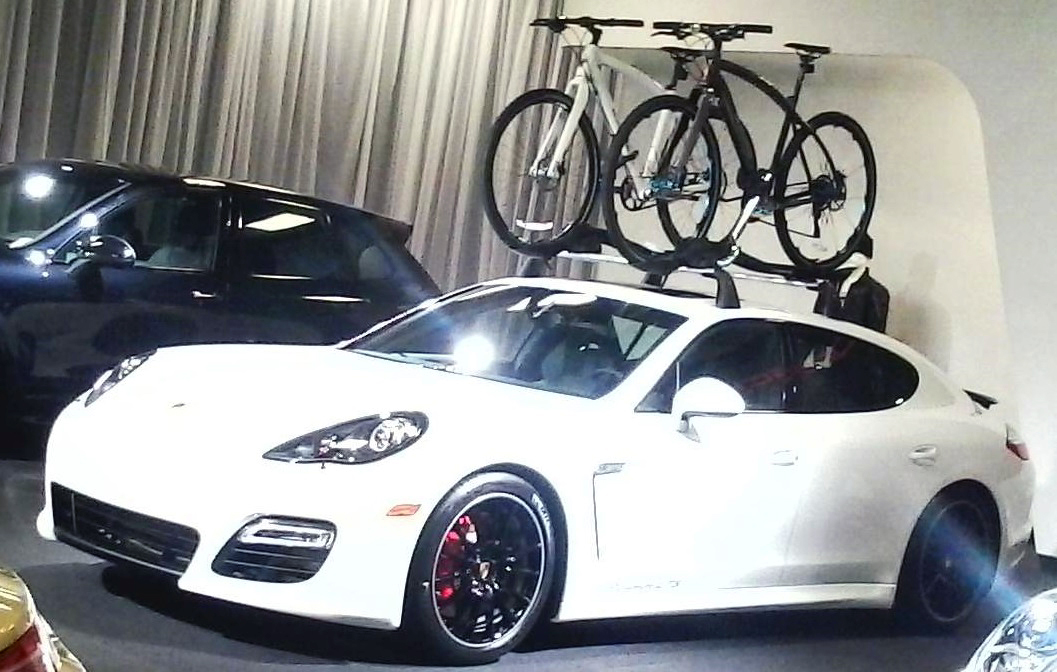
دراجتان على رف سقف مَزول (حامل الدراجة)

شبكة الأمتعة أو رفُّ السقف (ترجمة حرفية عن الإنكليزية) هي مجموعة من القضبان المثبتة بسقف السيارة. يُستخدم لحمل الأشياء الضخمة مثل الأمتعة والدراجات الهوائية والكانو والكاياك والزحلوفات وما شابهها مما يُراد نقله. تسمح للسائقين بنقل الأمتعة على سطح السيارة بغير شغل المساحة الداخلية للركاب أو في حال كان الحجم أكبر من صندوق السيارة.